# 川本英雄
川本 英雄（かわもと ひでお、1979年7月9日 - ）は、日本の元AV男優。愛称は「かわもとさん」。佐賀県出身。

## 主な受賞歴
- 2007年度　第6回SOD award優秀AV男優賞 受賞
- 2010年4月10日に行われたSOD主催「世界一長いセックス」という撮影にて、ギネス・ワールド・レコーズ未公認ながら、新垣セナと共に10時間4分25秒挿入し続けるという記録を打ち立てた[1]